# نمایش زنده اف۱ ۷۵
نمایش زنده ۷۵ سالکی فرمول یک یا اف۱ ۷۵ لایو نمایشی زنده برای معرفی خودروهای فرمول یک قبل از شروع مسابقات فرمول یک فصل ۲۰۲۵ بود. این رویداد هفتاد و پنجمین سالگرد فرمول یک را نیز جشن گرفت. این رویداد در ۱۸ فوریه ۲۰۲۵ در مرکز نمایش چی ورزشگاه او۲ آرنا لندن برگزار شد. این رویداد شامل نمایش زنده برای هر ده تیمی بود که در فصل آینده با هم رقابت می‌کنند بود، همچنین کنسرت و مراسمی در این نمایش اجرا شد. جک وایتهال مجری این رویداد بود. این رویداد اولین حضور عمومی لوییس همیلتون از زمان پیوستن به اسکودریا فراری با لباس این تیم بود.

## مجریان و فهرست اجراها
- تیک دت[۸]

1. بزرگ‌ترین روز
2. بر جهان حکومت کن

- کین براون

1. مایل در آن

- مشین گان کلی[۹]

1. شاید
2. ولنتاین خونین

## رویداد
هر ده تیم فرمول یک به ترتیب قرارگیری در جدول قهرمانی مسابقات فرمول یک فصل ۲۰۲۴، خودروهای سال ۲۰۲۵ خود را به نمایش گذاشتند، این نمایش با تیم سائوبر موتوراسپورت شروع و با قهرمان فصل ۲۰۲۴، مک‌لارن به پایان رسید. ماشین هر تیم توسط دو راننده و مدیر تیم و/یا یکی دیگر از کارکنان ارشد همراه بود. این رویداد همچنین پیش نمایشی از فیلم اف۱ را نیز به نمایش گذاشت.

## پوشش زنده
این رویداد به‌طور زنده از شبکه اسکای اسپورت در انگلستان و ای‌اس‌پی‌ان در ایالات متحده و همچنین حساب‌های شبکه‌های اجتماعی فرمول یک پخش شد. در یوتیوب، این رویداد با ۱٫۱ میلیون بیننده همزمان، از رکوردهای قبلی رویدادهای زنده پیشی گرفت.